# Марі-Кужер
«Марі-Кужер» (інша назва: «На нові шляхи») — радянський художній фільм 1928 року, знятий режисером Борисом Шелонцевим на кіностудії «Востоккіно». Фільм про боротьбу за колективізацію сільського господарства в марійському селі. Фільм не зберігся.

## Сюжет
Сюжет фільму «Марій Кужер» будувався на історії створення колгоспу в однойменному селі. Спочатку в нього записалися 17 будинків, але незабаром залишилося всього четверо. Їхнім головним ворогом був сільський куркуль Чавай. Пообіцявши допомогти колгоспу грошима, він почав розвалювати його зсередини. Його неспроможний боржник Ізерге погоджується видати свою дочку-красуню Начук за сина Чавая — Юшкану. Хоча вона була нареченою головного героя стрічки Актая Шуматова, який навчався в місті на курсах агрономів. Батько нареченої Ізерге перервав розпочате весілля, вчасно зрозумівши свою помилку. А після повернення з міста комсомолець Актай став на чолі колгоспу, звідки з тріском вигнали Чавая.

## У ролях
- Костянтин Градополов — Актай
- Ная Добрянська — головна роль
- Бошев — головна роль
- Є. Іванов — другорядна роль
- Дмитро Коновалов — другорядна роль
- Олександр Александров-Серж — другорядна роль
- Закі Баязедський — другорядна роль
- Анна Сіморіна — другорядна роль
- Каюм Поздняков — інструктор колгоспсекції
- М. Захаров — другорядна роль
- М. Новикова — другорядна роль
- Ігор Малєєв — другорядна роль
- Анастасія Філіппова — другорядна роль
- Михайло Сорокін — другорядна роль
- Петро Пайдуш — другорядна роль
- Павло Тойдемар — другорядна роль
- Олексій Маюк-Єгоров — другорядна роль
- Тимофій Соколов — другорядна роль
- Парасковія Мусаєва — другорядна роль
- Олександр Янаєв — сільський активіст

## Знімальна група
- Режисер — Борис Шелонцев
- Сценаристи — Борис Шелонцев, Дмитро Коновалов
- Оператор — Михайло Інсаров-Вакс
- Художник — І. Нігматулін